# Nicola Sacco
Pour les articles homonymes, voir Sacco et Vanzetti (homonymie).
Nicola Sacco (né Fernando Sacco) (né le 22 avril 1891 à Torremaggiore dans la province de Foggia, dans les Pouilles (Italie) et mort le 23 août 1927 à Charlestown, Massachusetts, États-Unis) est un militant anarchiste italo-américain, accusé d'homicide dans les années 1920 aux États-Unis.

## Biographie

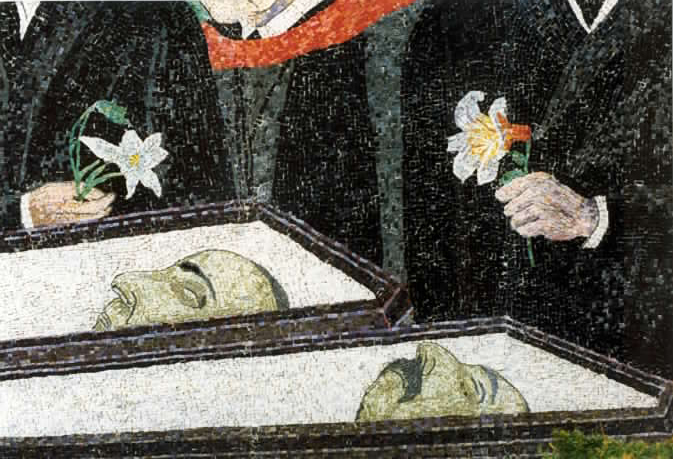
Détail d'une mosaïque de Ben Shahn à l'université de Syracuse.

Nicola Sacco, fils d'un exploitant modeste et propriétaire d'une petite oliveraie typique de l'économie pastorale latifundiaire de la province de Foggia, refuse de continuer à offrir sa force de travail comme bracciante agricolo et décide en avril 1908 d'émigrer aux États-Unis. Il part de Naples sur le navire Principe di Piemonte pour arriver le 2 mai à Ellis Island à New York.
Il occupe divers emplois de manœuvre avant d'être embauché dans la fabrique de chaussure « Trois K » à Stoughton dans le Massachusetts. Puis il se marie et fonde une famille. En 1913, il adhère aux idées anarchistes après sa rencontre avec un immigré compatriote, Bartolomeo Vanzetti, se radicalisant vers un terrorisme révolutionnaire, dont le principal représentant est l'avocat Luigi Galleani. Ayant résidé plus de cinq ans aux États-Unis, il obtient la nationalité américaine. Mais, au moment où les États-Unis entrent en guerre aux côtés des Alliés durant le premier conflit mondial, il fuit avec Vanzetti au Mexique, afin de se soustraire à l'obligation de s'inscrire en vue de la future mobilisation des troupes.
Nicola Sacco est arrêté le 5 mai 1920, en compagnie de son présumé complice Bartolomeo Vanzetti pour deux braquages dans le Massachusetts : le premier à Bridgewater, le 24 décembre 1919, puis un second à South Braintree, le 15 avril 1920, au cours duquel deux convoyeurs de fonds, Frederic Parmenter et Alessandro Berardelli, furent tués, et 15 000 $ destinés à la paye des ouvriers d'une fabrique de chaussures avaient été volés.
Ce fut le début de l'affaire Sacco et Vanzetti.
À la suite de son procès, il fut condamné à mort et exécuté le 23 août 1927 sur la chaise électrique, avec B. Vanzetti, à la prison d'État de Charlestown dans la banlieue de Boston, par le célèbre bourreau Robert G. Elliott.

## Réhabilitation
Le 23 août 1977, exactement 50 ans jour pour jour après leur exécution, le gouverneur du Massachusetts Michael Dukakis réhabilite officiellement Sacco et Vanzetti et déclare que « tous les déshonneurs devaient être enlevés de leurs noms pour toujours ».